# Esmé
Esmé (mais comumente Esme) ou Esmée é um nome próprio inglês, do particípio passado do verbo francês antigo esmer, "estimar", significando assim "estimada". Outra teoria é que esmer é uma grafia alternativa do aimer atual, "amar", por isso o nome é aimé, que significa "amada", equivalente ao nome feminino moderno "Amy". Originalmente um nome masculino, Esme tornou-se um nome feminino em meados do século XX.
O nome foi popularizado pela primeira vez por Esme Stuart, o 1º Duque de Lennox (1542–1583), um nobre homem francês de origem escocesa que retornou à Escócia durante parte de sua vida. No entanto, no que diz respeito à ortografia (e pronúncia), em uma de suas cartas sobreviventes, datada de 1583, ele mesmo assinalou "Amy".
Esme estava entre os 100 nomes de bebês mais populares para meninas no Reino Unido no ano de 2015.
Esmé também é usado como uma forma abreviada do nome feminino espanhol Esméralda, que significa literalmente "esmeralda".

## Pessoas notáveis

### Homens
Em ordem de nascimento:
- Esmé Stewart, 1º Duque de Lennox (1542–1583), conde escocês de ascendência francesa
- Esmé Stewart, 3º Duque de Lennox (1579–1624), nobre escocês, filho mais novo do acima mencionado
- Esmé Stewart, 2º Duque de Richmond, 5º Duque de Lennox (1649–1660), duque escocês, neto do 3º Duque de Lennox
- Esmé Collings (1859–1936), fotógrafo inglesa, miniaturista e pioneira do cinema
- Esmé Howard, 1º Barão Howard de Penrith (1863–1939), diplomata britânico, embaixador nos Estados Unidos
- Esmé Cecil Wingfield-Stratford (1882–1971), historiador e escritor inglês
- Esme Percy (1887–1957), ator britânico
- Esme Haywood (1900–1985), jogador de críquete inglês
- Esme Gordon (1910–1993), arquiteto escocês
- Esme Mends (nascida em 1986), jogador de futebol ganês

### Mulheres
Em ordem de nascimento:
- Esmé Stuart, pseudônimo de Amélie Claire Leroy (1851–1934), escritora inglesa
- Esmé Church (1893–1972), atriz e diretora de teatro britânica
- Esmé Wynne-Tyson (1898–1972), atriz e escritora inglesa
- Esme Grant (1920-1987), política jamaicana
- Esme Mackinnon (1913-1999), esquiadora britânica
- Esmé Hooton (1914–1992), poetisa inglesa
- Esme Tombleson (1917–2010), política neozelandesa
- Esme Melville (1918–2006), atriz australiana
- Esme Langley (1919–1991), escritora britânica
- Esmée Fairbairn, epônima da instituição de caridade britânica Esmée Fairbairn Foundation
- Esme Irwin (1931–2001), jogadora de críquete britânica
- Esmé Emmanuel (nascida em 1947), tenista sul-africana
- Esme Young (nascida em 1949), estilista inglesa
- Esme Steyn (nascida em 1953), jogadora de boliche de gramado sul-africana
- Esmé Wiegman (nascida em 1975), política holandesa
- Esmé Bianco (nascida em 1982), atriz, modelo e performer britânica
- Esmé Kamphuis (nascido em 1983), bobsledder holandês
- Esmé Patterson (nascida em 1985), musicista americana
- Esmée Denters (nascida em 1988), cantora holandesa
- Esmé Creed-Miles (nascida em 2000), atriz inglesa

## Personagens fictícios
- Personagem homônimo de Esme e Roy
- Esmé Howe-Nevinson, uma pintora do romance Angel, de Elizabeth Taylor, de 1957.
- Esme, a esposa cigana de John Shelby na série de TV Peaky Blinders.
- Esme Macknade, personagem regular do drama da Primeira Guerra Mundial, Home Front, da BBC Radio 4.
- Esme, no romance de William Gaddis de 1955 , The Recognitions.
- Esmé, no conto de J.D. Salinger "Para Esmé – com Amor e Sordidez".
- Esmé Kipps, no romance A Mulher de Preto, de Susan Hill.
- Esmé Amarinth, no romance O Cravo Verde.
- Esme Cuckoo, uma mutante do Universo Marvel.
- Esme Cullen, uma vampira da série Crepúsculo.
- Esme Murray, na comédia Hamish Macbeth.
- Esme Prince, personagem da novela General Hospital.
- Esme, a serpente de estimação do Sr. Hennessey no filme Jogo Sujo; ela destrói um rolo de filme necessário como evidência, empurrando-o para dentro da lareira.
- Esmé Squalor, uma vilã da série de livros de Lemony Snicket, Desventuras em Série.
- Esme Vanderheusen, na novela Paixões.
- Esme Weatherwax, uma bruxa da série Discworld.
- Esme Watson, na série de TV australiana A Country Practice.
- Mãe biológica de Anna Preston no romance When Marnie Was There ( renomeado Emily no filme Ghibli) .
- Esme Song, no drama adolescente canadense Degrassi: Next Class.
- Esmé, nome dado a uma hiena assassina de gênero indeterminado em uma história Saki.
- Esme, uma personagem da sexta temporada de Supergirl, da CW.
- Esme Lennox, a heroína homônima do romance de Maggie O'Farrell de 2006, O Ato de Desaparecimento de Esme Lennox.
- Esme Nicoll, a protagonista do romance The Dictionary of Lost Words de Pip Williams[5]